# Dioscorea microbotrya
Dioscorea microbotrya är en enhjärtbladig växtart som beskrevs av August Heinrich Rudolf Grisebach. Dioscorea microbotrya ingår i släktet Dioscorea och familjen Dioscoreaceae. Inga underarter finns listade i Catalogue of Life.